# Kitsault
Kitsault ist ein unbewohntes Unincorporated Settlement im Regional District of Kitimat-Stikine, British Columbia, Kanada. Die 1979/1980 in der Nähe einer Molybdän-Lagerstätte errichtete Bergarbeitersiedlung wurde bereits 1982/1983, nach Einstellung des Bergbaus, wieder verlassen und wird seitdem instand gehalten.

## Geographie
Am Alice-Arm-Fjord gelegen, existiert über den Observatory Inlet und den Portland Inlet ein direkter Zugang zum etwa 110 km entfernten Pazifischen Ozean. Die Grenze nach Alaska ist etwa 35 km entfernt. Größere Städte in der Umgebung sind Prince Rupert (140 km) und Terrace (115 km). In unmittelbarer Nähe der abgelegenen Siedlung liegt die kleine Ortschaft Alice Arm sowie die Nisga’a-Community Gits’oolh (ehemals Gitzault Indian Reserve Nr. 24).

## Name
Der Name Kitsault leitet sich vom Gits’oohl der First Nation Nisga’a ab und bedeutet so viel wie „ein Weg nach hinten“.

## Klima
Aufgrund seiner Lage an einem sich zum Pazifik öffnenden Fjord weist Kitsault ein sehr feuchtes Klima mit etwa 1500 mm Niederschlag im Jahr auf. Dieser fällt überwiegend im Winter und als Schnee. Die Temperaturen schwanken zwischen etwa −4 °C im Januar und 15,5 °C im Juli.

## Geschichte

### Vorgeschichte
Die ältesten Spuren menschlicher Besiedlung sind etwa 12.000 Jahre alt, als Zuwanderer aus Asien nach der letzten Eiszeit über die Beringbrücke Amerika besiedelten. Kartographiert wurde das Gebiet 1793 durch George Vancouver.
Bergmännisch interessant wurde es 1911, als am Lime Creek, einem kleinen Bach, der die Siedlung durchfließt, Silber gefunden wurde. Die abgesteckten Claims wurden in den 1920er und frühen 1930er Jahren abgebaut, das später so bedeutende Molybdän aber nur kurzzeitig während des Ersten Weltkrieges. 1956 entdeckte die Kennco Explorations (Western) Ltd. am Widdzech Mountain (⊙) eine große Molybdän-Lagerstätte, die zwischen 1968 und 1972 durch die B. C. Molybdenum Ltd., ebenfalls eine Tochter der Kennecott Copper Corporation, abgebaut wurde.

### Entstehung der Bergbausiedlung
Gegen Ende der 1970er Jahre kam es innerhalb kurzer Zeit zu einer Verzehnfachung der Molybdän-Preise auf dem Weltmarkt. Eine der Hauptursachen hierfür war, dass die USA, damals Hauptproduzent von Molybdän, den Verkauf der Staatsvorräte einschränkte.
Der neue Besitzer, das Bergbauunternehmen AMAX of Canada Ltd., beschloss, die Gewinnung der Lagerstätte erneut aufzunehmen. Da das Gebiet relativ abgelegen ist, wurde zwischen 1979 und 1980 eine Siedlung für 1200 Bergleute und deren Familien geplant und erbaut. Hierfür wurden etwa 50 Millionen Dollar investiert. 100 Einfamilienhäuser und sieben Apartmenthäuser mit etwa 200 Apartments entstanden, dazu eine umfassende Infrastruktur mit Hospital, Schule, Bibliothek, Einkaufszentrum, Gemeindezentrum, Theater, Sporthalle, Schwimmbad, Stromtrasse, gepflasterten Straßen usw.
Schon Anfang der 1980er Jahre reagierte der Markt auf die hohen Preise. Molybdän, das bei der Kupfergewinnung in den riesigen porphyrischen Kupferlagerstätten sowieso anfiel, wurde nun als Nebenprodukt gewonnen. Überdies wurde das Element, das insbesondere in der Stahlveredelung und in Katalysatoren zum Einsatz kommt, effektiver eingesetzt, recycled sowie durch andere Rohstoffe ersetzt. In der Folge sanken die Weltmarktpreise nach wenigen Jahren auf den Wert vor dem Boom. Dadurch wurde die Gewinnung unökonomisch und der Abbau wurde 1982 eingestellt. In der kurzen Betriebsphase von 1981 bis 1982 wurden etwa 4000 Tonnen Molybdänerz im Tagebau gewonnen. Hierbei fielen pro Tag etwa 12.000 Tonnen Tailings an, Schlammrückstände der Aufbereitung, die über Rohrleitungen in etwa 50 m Tiefe im Alice Arm verklappt wurden.

### Versuche einer Nachnutzung
Soweit die Bewohner die Siedlung nicht selbstständig verließen, kaufte Amax die Häuser zurück. Im Herbst 1983 war Kitsault wieder unbewohnt. Amax beschäftigte allerdings weiterhin einen Wärter für das verlassene Gelände. Auch die Strom- und Energieversorgung wurden nicht aufgegeben. 1999 wurde AMAX von Phelps Dodge erworben, aber auch dieses Unternehmen gab das Gelände nicht auf, veranlasste jedoch 2004 dessen Verkauf.
2005 erwarb der indischstämmige amerikanische Unternehmer Krishnan Suthanthiran die Siedlung, Industrieanlagen, Wald und Küste unbesehen für 5,7 Millionen Dollar von Phelps Dodge. Die Konzession für das Bergwerk blieb in Händen des Bergbauunternehmens. Suthanthiran investierte weitere 2 Millionen Dollar, ließ Gebäude renovieren, erneuerte das Abwassersystem sowie die Wasserleitungen und beschäftigte weiterhin den Wärter. Er plante hier, im „Heaven on Earth“, eine Ökosiedlung, wo in der Abgeschiedenheit ein Zentrum für Gesundheitspädagogik errichtet werden sollte, „ein Refugium für die besten und klügsten Köpfe des Planeten“.
Allerdings waren die Molybdänpreise seit 2004 wieder deutlich angestiegen. Die Avanti Mining Inc. erwarb im Oktober 2008, gerade als die Preise im Zusammenhang mit der Bankenkrise allerdings wieder abstürzten, die Bergbaurechte und plante eine Wiederaufnahme des Bergbaus. Hierdurch kam es zu gerichtlichen Differenzen, da das Bergwerk den Zugang zum Meer benötigte, die Vorstellungen Suthanthirans von einem Ökodorf dem aber konträr entgegenstanden. 2014 besaß Avanti alle notwendigen Konzessionen. Auch mit den Nisga’a, die von den Umweltschädigungen in den 1980er Jahren besonders betroffen waren, hatte man sich geeinigt. Allerdings waren die Weltmarktpreise langfristig unter die Rentabilitätsgrenze gesunken, sodass das Unternehmen, das sich seit Ende 2014 Alloycorp Mining Inc. nennt, das Projekt wieder zurückfuhr.
Suthanthiran verfolgte mittlerweile einen neuen Plan. 2013 gründete er die Firma Kitsault Energy Ltd. Deren Ziel ist es, die strategische Lage in der Nähe des Pazifischen Ozeans für den Aufbau einer Verladestation für Flüssigerdgas zu nutzen. Von hier soll es vor allem den Markt in Fernost, insbesondere China, beliefern. Die Infrastruktur mit einer Pipeline von den Gasfeldern Fort Nelson und Dawson Creek erfordert eine Investition von 20–30 Milliarden US-Dollar. Die notwendige Zulassung erhielt er im Januar 2016.
Mittlerweile beschäftigt er in den Sommermonaten über ein Dutzend Personen und hat bisher etwa 25 Millionen Dollar in die Instandhaltung investiert.